# Argañín
Argañín – gmina w Hiszpanii, w prowincji Zamora, w Kastylii i León, o powierzchni 12,64 km². W 2011 roku gmina liczyła 80 mieszkańców.